# Сиссоко, Сейду
Сейду Сиссоко (фр. Seydou Cissokho; 6 сентября 1929, Бакель, Французская Западная Африка — 10 марта 1986, Москва) — сенегальский политик, деятель коммунистического движения Сенегала.

## Биография
Родился в семье кузнеца, по профессии — школьный учитель, работал в сельской местности, позже начал преподавать в Каолаке и Дакаре.
С молодости участвовал в борьбе против французского колониального господства. В годы учёбы вступил в организацию Коммунистические исследовательские группы (Groupes d’Etudes Communistes). Позже стал членом Африканского демократического объединения.
В 1957 году принял участие в создании Африканской партии независимости Сенегала (АПНС; с 1981 года — Партия независимости и труда Сенегала, ПНТС), первой марксистско-ленинской политической партии в Западной Африке. После её запрета в 1960 году С. Сиссоко активно занимался организацией подпольной работы. Подвергался репрессиям властей.
С 1964 года — заместитель генерального секретаря АПНС, в 1967 году назначен генеральным секретарём партии. Кампания внутрипартийных чисток укрепила его позиции, а исключение на II съезде 1972 года бывшего генерального секретаря Маджмута Диопа полностью отдало партию в руки Сиссоко. В 1981—1983 годах — генеральный секретарь легализованной партии под новым названием Партия независимости и труда Сенегала (прежнее осталось за фракцией Диопа), с 1984 года работал председателем ПНТС. Занимал жёсткую просоветскую марксистско-ленинскую позицию.
Съезд выдвинул лозунг «единого фронта национально-патриотических сил на базе союза рабочих и крестьян» с целью свержения неоколониалистского режима, ликвидации засилья иностранных монополий и бюрократ-буржуазии.
Один из лидеров движения по формированию единого антиимпериалистического фронта. Сыграл важную роль в организации первой конференции коммунистических и рабочих партий стран экваториальной и южной Африки.
Умер в Москве во время проведения XXVII съезда КПСС.
Автор работ по проблемам сенегальского и африканского рабочего движения.